# Ántipo
Ántipo fue un legendario poeta y músico griego antiguo. 
El filósofo Julio Pólux menciona en su Onomastikón que Ántipo inventó una armonía de Lidia. Plutarco en Sobre Música escribe: " Píndaro (el poeta) aprendió sus armonías lidias con Ántipo".